# Deoksugung
Le palais Deoksu (Deoksugung) ou palais de la longévité vertueuse (hangeul : 덕수궁 ; hanja : 德壽宮) est un palais royal du  royaume de Joseon, situé à Séoul en Corée du Sud.
Deoksugung, connu également comme Gyeongungung, ou palais Deoksu, est un palais fortifié de Séoul habité par plusieurs souverains coréens jusqu'au XXe siècle et l'occupation japonaise. C'est l'un des cinq palais royaux de Séoul construit par les rois de la dynastie Joseon. Il possède une structure imposante, comprenant notamment la porte principale Daehanmun, où a lieu tous les jours la reconstitution de la relève de la Garde royale comme elle était pratiquée sous la dynastie Joseon. Les bâtiments sont en bois, en bois peint, et en stuc. Certains d'entre eux ont été construits dans le style occidental.
En plus des bâtiments traditionnels, il existe également des jardins paysagers, et alentour la statue de Sejong le grand, et le musée d'art national. Le palais est situé près de la station de métro Hôtel de Ville.
Deoksugung, comme les quatre autres 'palais royaux', fut lourdement - et intentionnellement - détruit durant l'occupation japonaise. Actuellement, ne demeurent qu'un tiers des bâtiments présents avant l'occupation japonaise.

## Histoire
Deoksugung était à l'origine la résidence du prince Wolsan (1454-1488), frère aîné du roi Sejong. Cette résidence devint un palais royal durant les invasions japonaises de la Corée de 1591 à 1598 (guerre Imjin) pendant desquelles les autres palais royaux furent détruits en 1592. Le roi Seonjo fut le premier roi de la dynastie Joseon à résider dans ce palais. Le roi Gwanghaegun y fut couronné en 1608 et renomma ce palais en Gyeongun-gung (hangeul : 경운궁 ; hanja : 慶運宮) en 1611. Après que le palais officiel fut déplacé à Changdeokgung en 1618 après la reconstruction de celui-ci, il fut utilisé comme palais « auxiliaire » pendant 270 ans et renommé seogung (palais de l'Ouest).
Le roi Kojong, avant-dernier roi de Corée (1863-1907), y reste même après que les Japonais l'ont forcé à abdiquer en 1907, jusqu'à sa mort en 1919. Son fils, le roi Sunjong (1907-1910), donne au palais le nom actuel de Deoksung qui signifie « Palais de la longévité vertueuse ».

## Galerie

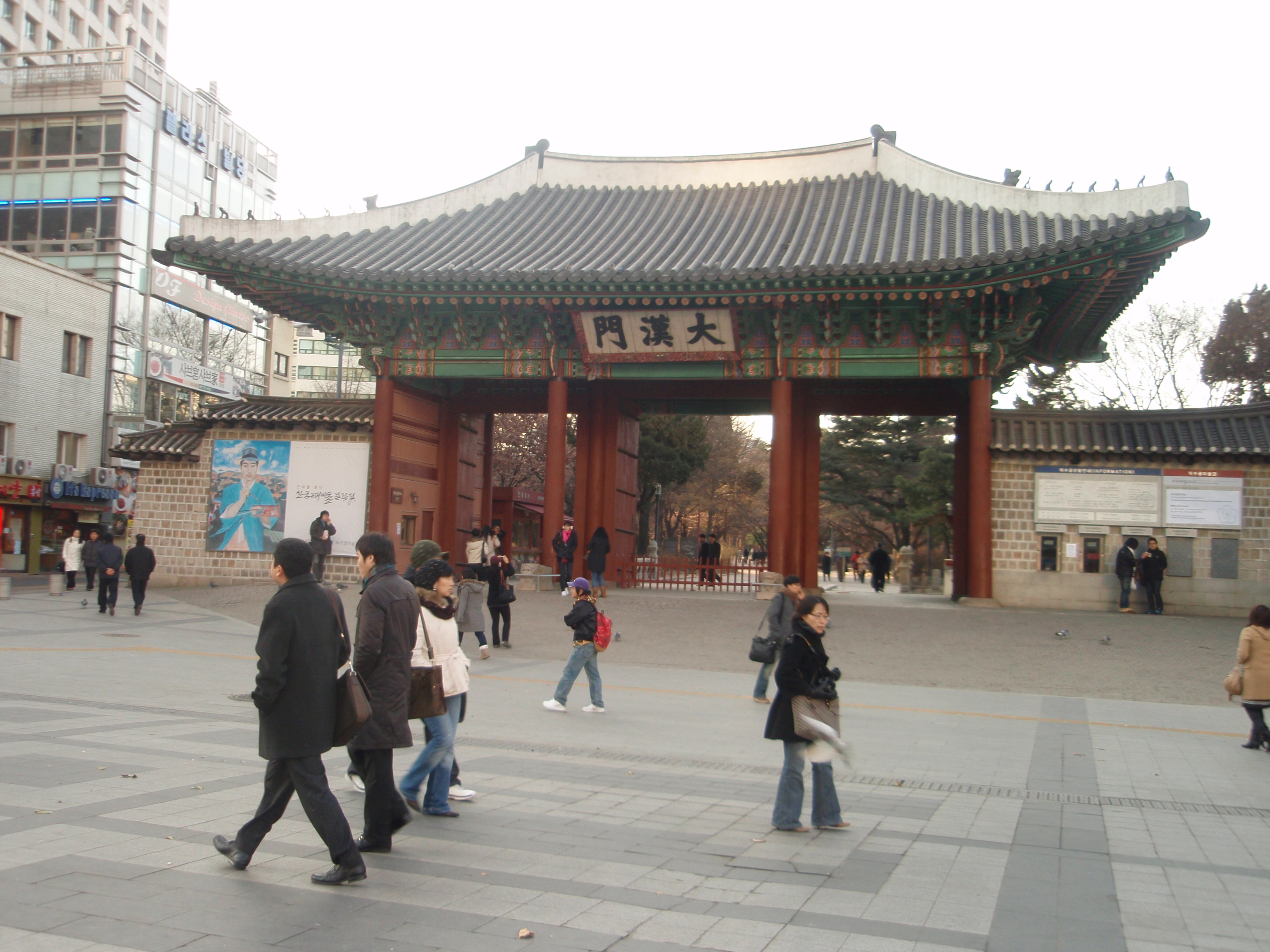
La porte principale (Daehanmun)
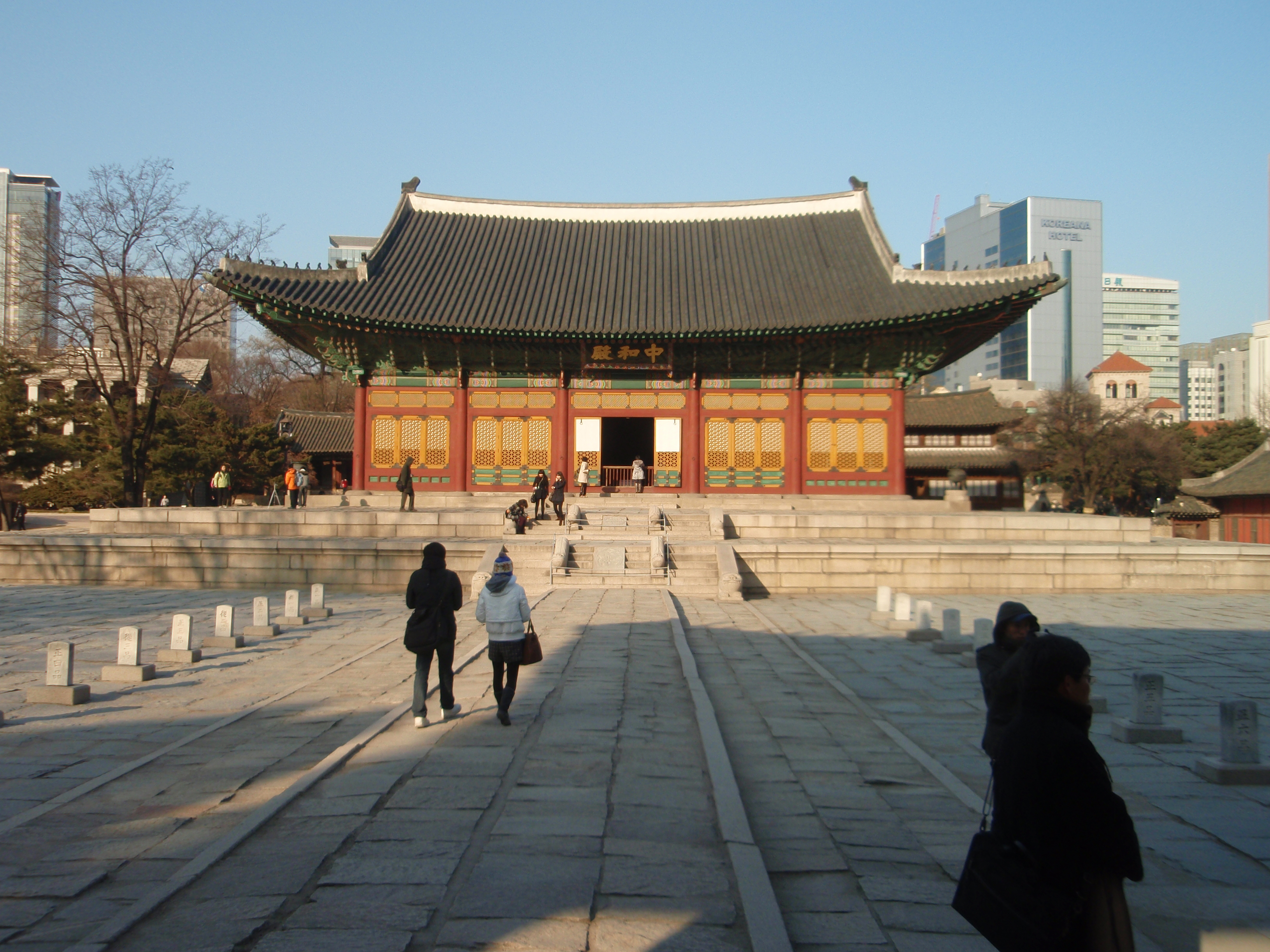
La salle du trône (Chunghwajeon)
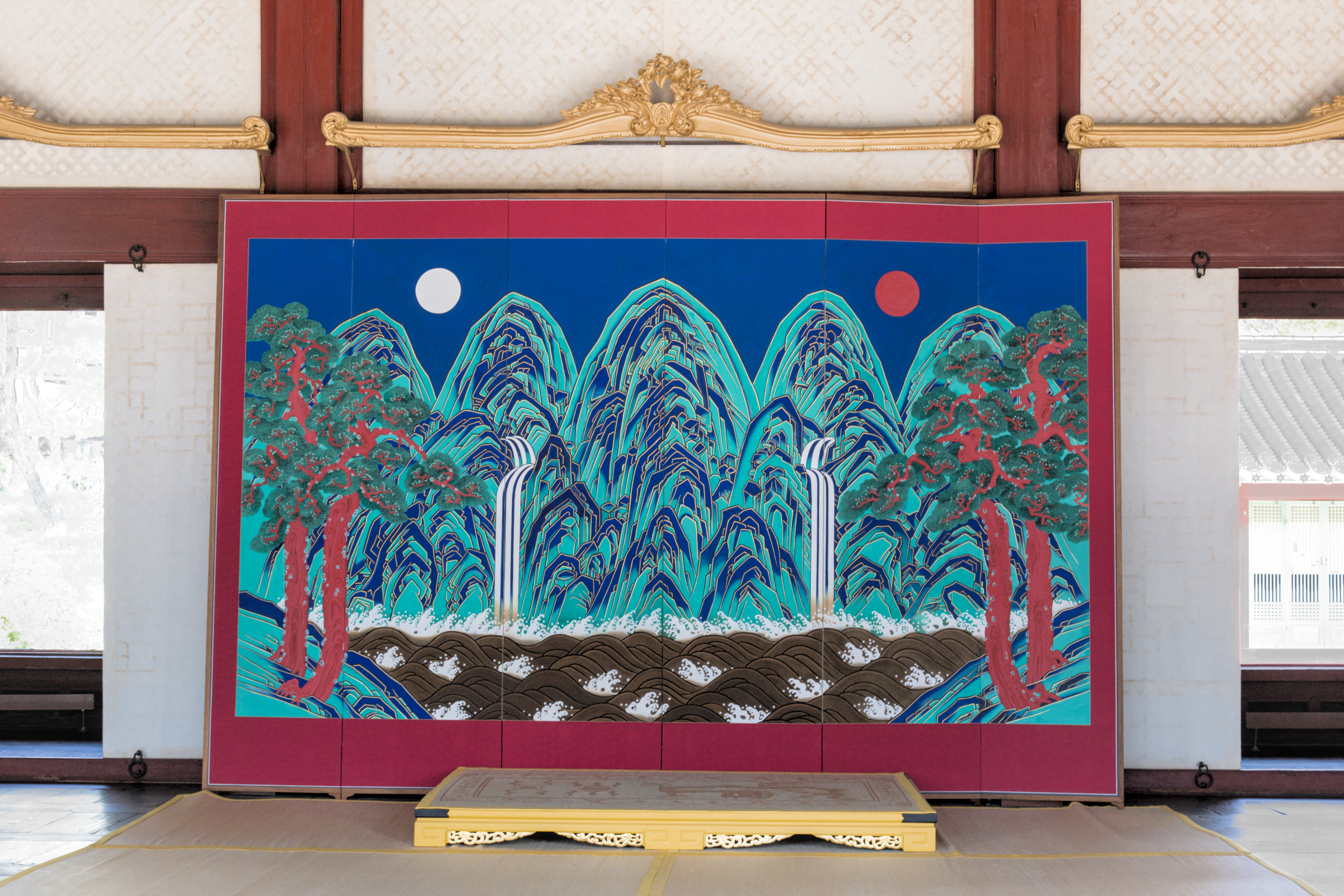
Le trône, dans la salle du trône.
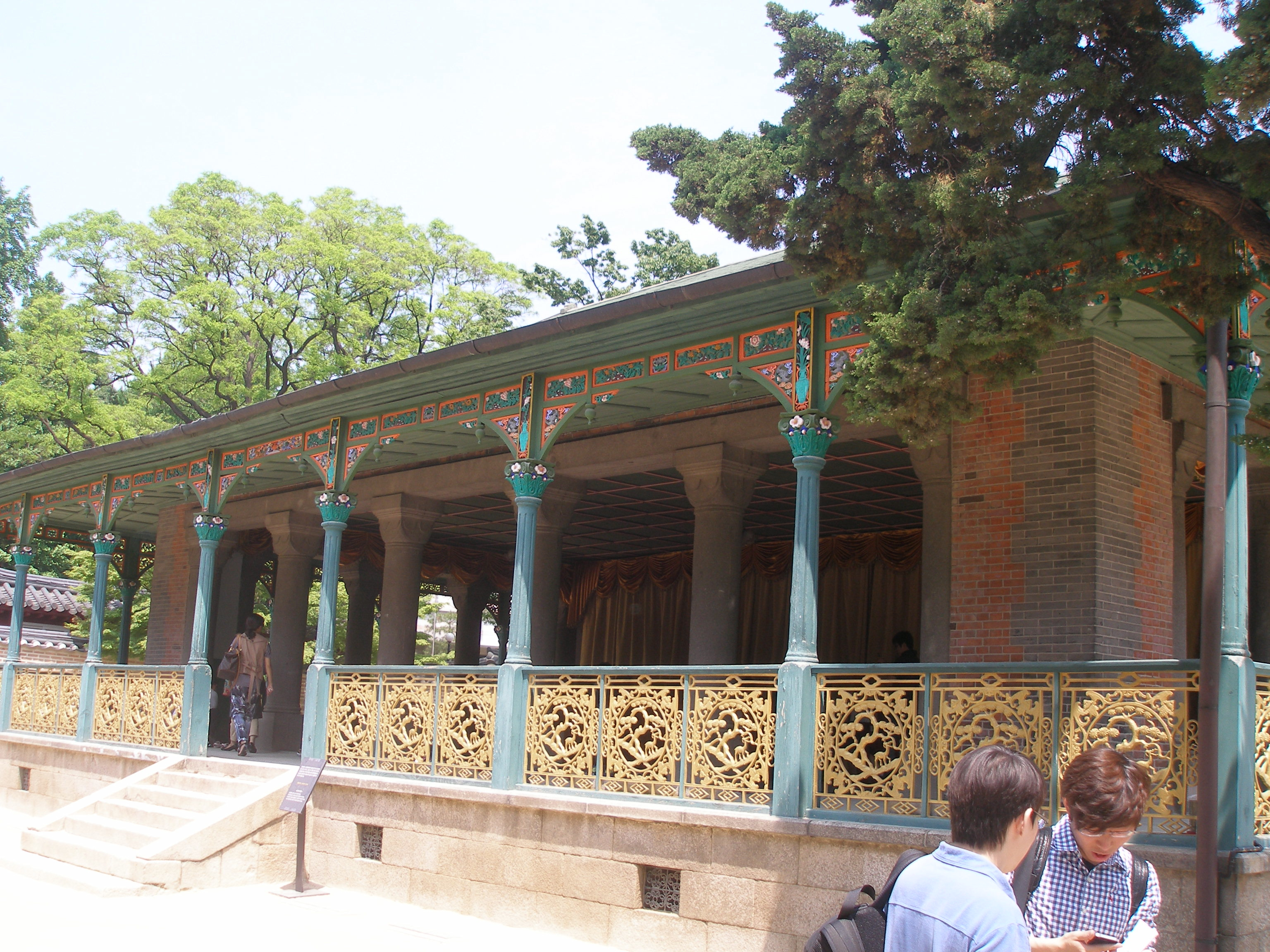
Le Jeonggwanheon, salle de fêtes et banquets
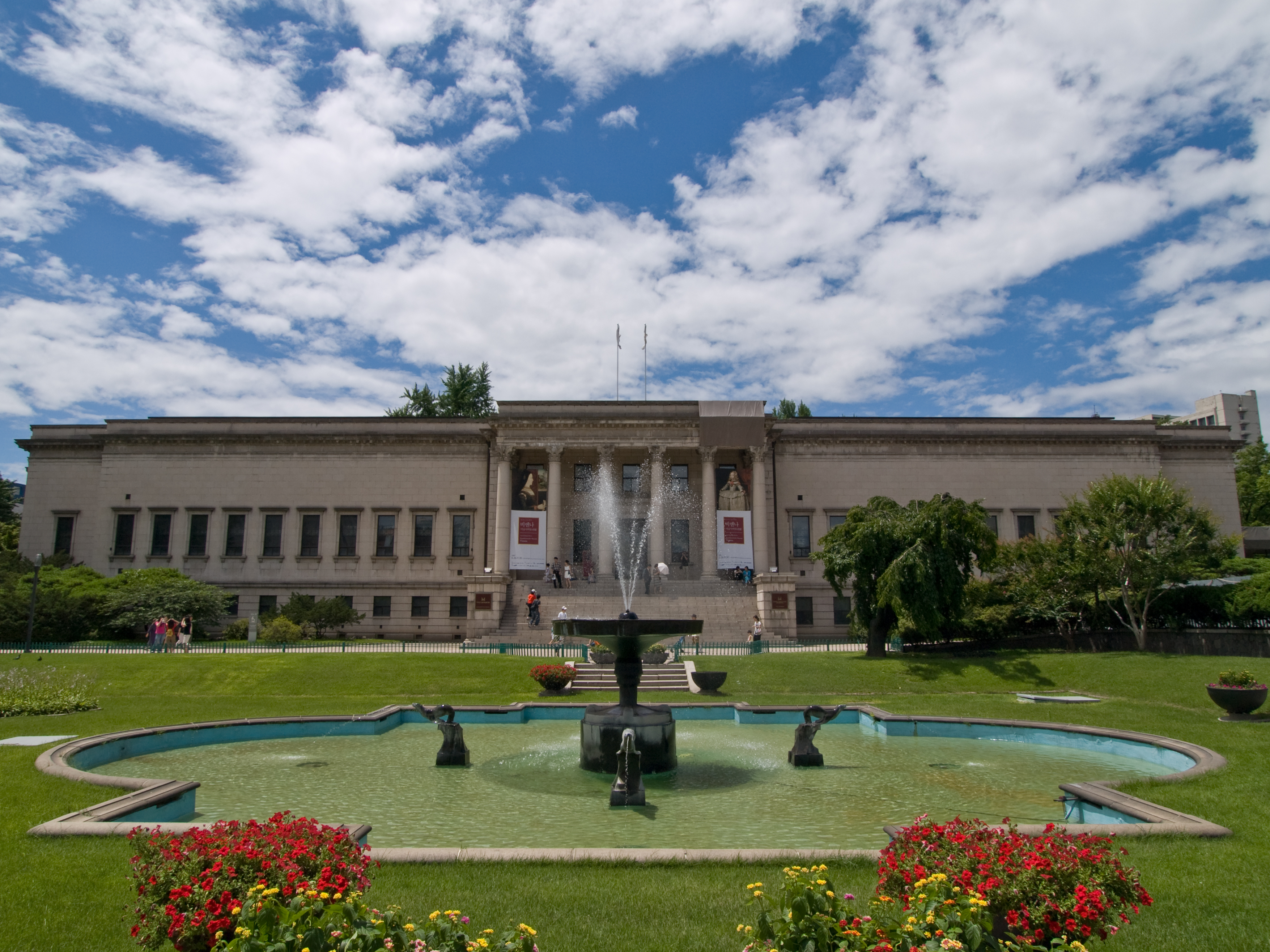
Le Seokjojeon, construit au début du XXe siècle
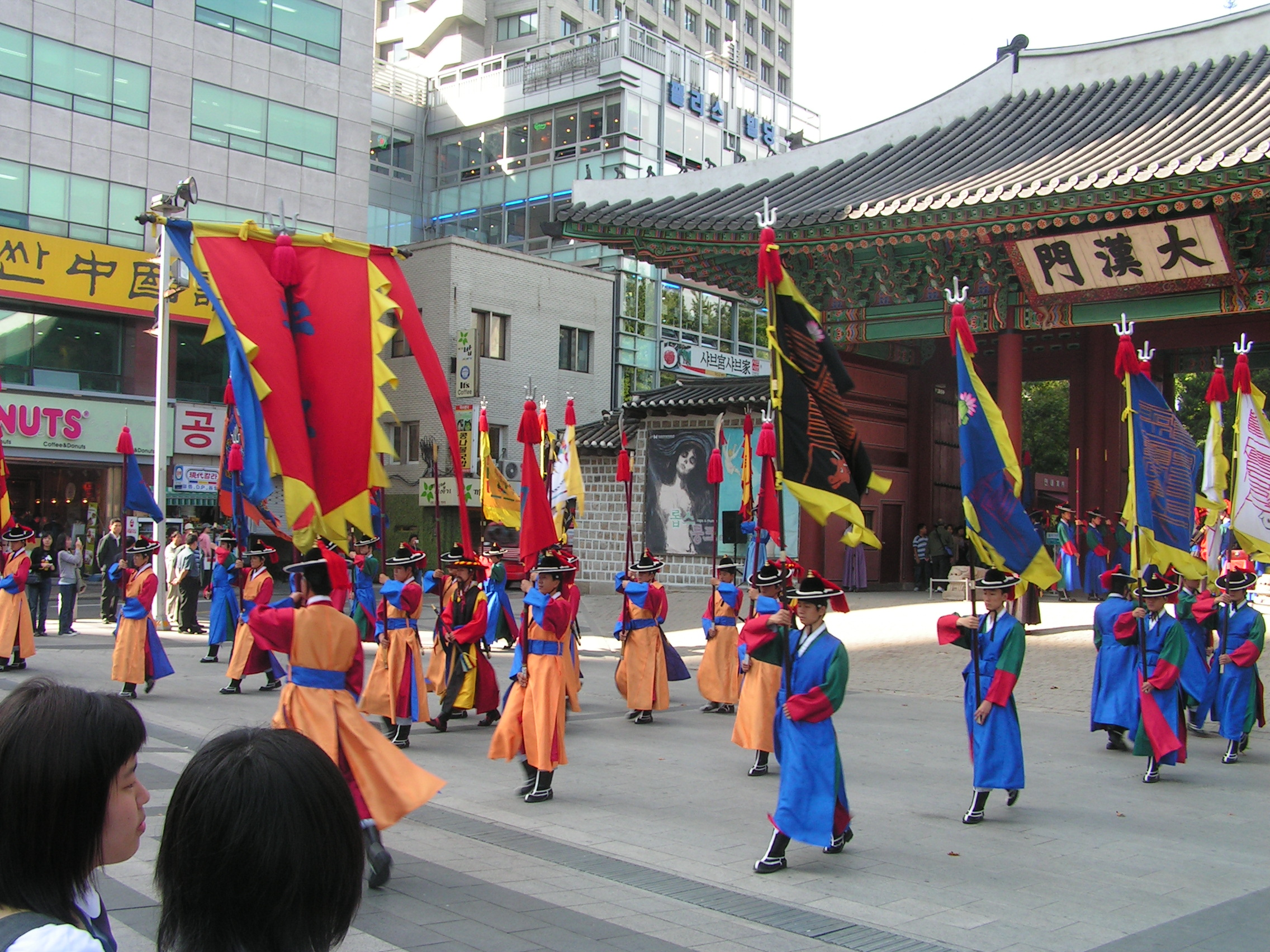
La relève de la garde